# Herb gminy Ostrowite
Herb gminy Ostrowite – jeden z symboli gminy Ostrowite, autorstwa Piotra Gołdyna, ustanowiony 25 lipca 2003.

## Wygląd i symbolika
Herb przedstawia na tarczy w polu błękitnym złoty krzyż zbudowany z czterech kłosów zboża, a pod nim trzy srebrne lilie heraldyczne w układzie 2:1. Krzyż z kłosów zboża nawiązuje do rolniczego charakteru gminy oraz herbu Słupcy, natomiast lilie przypominają o fakcie przynależności terenów gminy do dóbr kapituły gnieźnieńskiej (kompozycja elementów herbu nawiązuje do herbów Uniejowa i Skierniewic, które w przeszłości miały tego samego właściciela). 